# Gymnoscirtetes
Gymnoscirtetes es un género de saltamontes de la subfamilia Melanoplinae, familia Acrididae, y está asignado a la tribu Dactylotini. Se distribuye en el estado de Florida y las zonas aledañas, en Estados Unidos.

## Especies
Las siguientes especies pertenecen al género Gymnoscirtetes:
- Gymnoscirtetes morsei Hebard, 1918
- Gymnoscirtetes pusillus Scudder, 1897